# Naissance en 1330
Naissance
- 1326
- 1327
- 1328
- 1329
- 1330
- 1331
- 1332
- 1333
- 1334

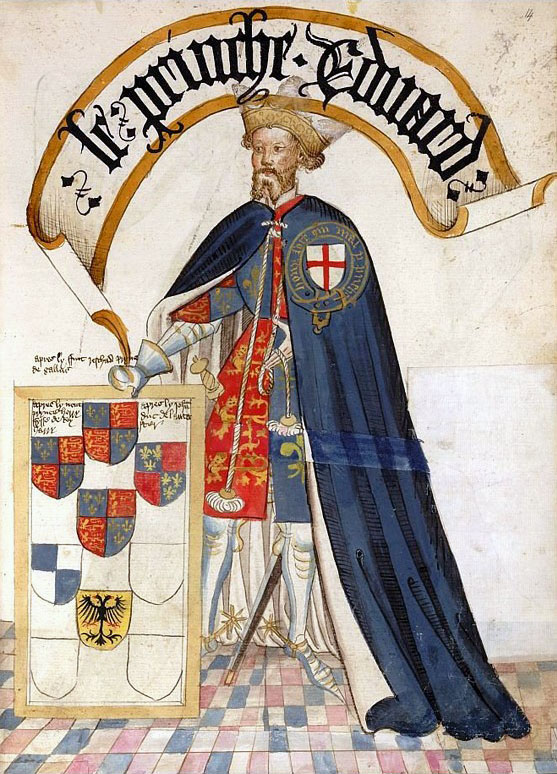
Édouard de Woodstock, né en 1330.

Cette page dresse une liste de personnalités nées au cours de l'année 1330 :
- 24 mars : William Latimer, 4e baron Latimer, chevalier et diplomate anglais.
- 7 avril : Jean de Kent, 3e comte de Kent et baron Wake de Liddel.
- 15 juin : Édouard de Woodstock, fils aîné du roi Edouard III, connu sous le nom de Prince noir, prince de Galles, comte de Chester, duc de Cornouailles et prince d'Aquitaine
- 4 juillet : Ashikaga Yoshiakira, deuxième des shoguns Ashikaga, il règne de 1358 à 1367 durant la période Muromachi de l'histoire du Japon.
- 25 octobre : Louis II de Flandre, Comte de Flandre, de Nevers et de Rethel, Duc de Brabant, Comte d'Artois et de Bourgogne.
- Sanchet d'Abrichecourt, seigneur d’Auberchicourt, un des membres fondateurs de l'ordre de la Jarretière.
- Seguin de Badefol, chef routier.
- Guillaume III de Hainaut, comte de Hollande, de Zélande (Guillaume V) et de Hainaut (Guillaume III).
- Simone dei Crocifissi, peintre italien.
- Matteo di Cione, sculpteur florentin.
- Bartolo di Fredi, peintre de l'école siennoise de la période gothique du Trecento.
- Jacopo di Mino del Pellicciaio, peintre italien de l'école siennoise.
- Francesc Eiximenis, moine franciscain catalan.
- Takatsukasa Fuyumichi, régent kampaku.
- Kongmin, 31e roi de Goryeo.
- Sha-h Ni'matulla-h Wali, maître soufi et poète.
- Peter Parler, architecte allemand.
- Swasawke, ou Mingyi Tarabya Swasawke, deuxième souverain du royaume d'Ava, en Haute-Birmanie.

date incertaine (vers 1330)
- Pietro de' Natali, évêque italien, auteur d'ouvrages hagiographiques.
- Bertrand de La Tour, 60e évêque de Toul puis évêque du Puy-en-Velay.
- Luo Guanzhong, écrivain chinois de la fin des Yuan et du début des Ming.

## Crédit d'auteurs
- Cet article est partiellement ou en totalité issu de l'article intitulé « 1330 » (voir la liste des auteurs).